# منقل (الضليعة)

'

تعديل مصدري - تعديل

منقل هي إحدى قرى عزلة الضليعة بمديرية الضليعة التابعة لمحافظة حضرموت، بلغ تعداد سكانها 36 نسمة حسب تعداد اليمن لعام 2004.